# Абдулжалилов, Абдула Гамзатович
Абдула́ Гамза́тович Абдулжали́лов (род. 25 октября 1990, Махачкала) — российский дзюдоист, чемпион и призёр чемпионатов России, призёр летней Универсиады 2017 года в Тайбэе, призёр чемпионата Европы в командном зачёте, мастер спорта России международного класса (2016). Живёт в Перми. Выступает за клуб «Динамо» (Пермь).

## Спортивные результаты
- II Всероссийская школьная Спартакиада 2005 — ;
- Первенство России по дзюдо среди кадетов 2005 — ;
- Первенство России по дзюдо среди юниоров 2009 — ;
- Первенство России по дзюдо среди молодёжи 2010 — ;
- Первенство России по дзюдо среди молодёжи 2012 — ;
- Этап Кубка Европы 2010 года (Оренбург) — ;
- Этап Кубка Европы 2012 года (Оренбург) — ;
- Этап Кубка Европы 2012 года (Селье) — ;
- Чемпионат России по дзюдо 2015 — ;
- Чемпионат России по дзюдо 2016 — ;
- Чемпионат Европы по дзюдо 2017 — ;
- Летняя Универсиада 2017 — ;
- Летняя Универсиада 2017 (команда) — ;
- Чемпионат России по дзюдо 2022 года — .